# 土井修爾
土井 修爾（どい しゅうじ、1909年10月1日 - 1938年7月7日）は、日本の水球選手である。1932年に開催された夏季オリンピックの男子トーナメントに出場した。日中戦争中は陸軍に士官として召集されていたが、日本国内での訓練中の負傷がもとで病死（戦病死）した。

## 経歴
広島県広島市出身。父の土井與一は弁護士であった。広島市立袋町小学校、県立広島第二中学校（現在の広島県立広島観音高等学校）を経て、早稲田大学法学部に学ぶ。
早稲田大学在学中、1932年ロサンゼルスオリンピックに出場。水球には4か国（ドイツ、アメリカ、ハンガリー、日本）が出場した。初出場の日本は国内の優秀選手を送り出したが、全敗を喫した。
大学卒業後は弁護士を目指して法律を学ぶかたわら、日本水球連盟の幹事を務めた。1937年4月、陸軍に少尉として応召し第5師団に配属。中国戦線に派遣される予定であったが、訓練中に負傷し丹毒（細菌感染症）を発症。1938年7月、広島陸軍病院で死去（戦病死。最終所属・階級は歩兵第11連隊所属の中尉）。28歳没。
1945年8月6日、広島市への原子爆弾投下により、妻および父と母は広島で被爆死し、郊外（現在の広島市安佐南区）に疎開していた娘2人が遺された。オリンピック記念メダルなどの記念品は娘2人の疎開先に移されていたために消失を免れ、2020年に長女から母校旧制広島二中の同窓会（芸陽観音同窓会）に寄贈された。
「戦没オリンピアン」を調査している曾根幹子によれば、2021年現在38人が確認されている日本の戦没オリンピアンの中で、最も早くに亡くなった人物である。

## 関連文献
- 曾根幹子「「戦没オリンピアン」をめぐる調査と課題 ―広島県出身選手を事例に―」『広島市公文書館紀要』第32号、2020年、1-13頁。
  - 表1 日本人戦没オリンピアン（2020年1月末日現在）(pp.9-10)